# 와타나베 아즈사
와타나베 아즈사(일본어: 渡辺梓, 1969년 2월 20일 ~ )는 일본의 배우이다.

## 출연작

### 드라마
- 2005년~2006년 《마법전대 마지렌쟈》 오즈 미유키 / 마지 화이트 역